# Episynlestes
Episynlestes – rodzaj ważek z rodziny Synlestidae.

## Rozmieszczenie geograficzne
Rodzaj Episynlestes obejmuje gatunki występujące endemicznie we wschodniej Australii.

## Podział systematyczny
Do rodzaju należą następujące gatunki:
- Episynlestes albicaudus (Tillyard, 1913)
- Episynlestes cristatus Watson & Moulds, 1977
- Episynlestes intermedius Theischinger & Watson, 1985